# Ikranit
Das Mineral Ikranit (IMA-Symbol Ikr) ist ein sehr selten vorkommendes Ringsilikat aus der Eudialytgruppe mit der chemischen Zusammensetzung (Na,H3O)15(Ca,Mn,REE)6Fe3+2Zr3Si24O66(O,OH)6Cl·nH2O. Es kristallisiert im trigonalen Kristallsystem und konnte bisher nur in Form durchsichtiger bis durchscheinender, körniger Aggregate bis etwa zwei bis drei Zentimeter Größe von bräunlichgelber bis hellbrauner Farbe bei bräunlichweißer Strichfarbe gefunden werden.

## Etymologie und Geschichte
Benannt wurde das Mineral nach dem russischen Akronym IKRAN, welches für das „Institut Kristallografii Rossiiskoi Akademii Nauk“ steht.
Erstmals entdeckt wurde Ikranit zusammen mit Raslakit am Berg Karnassurt bei Lowosero (Oblast Murmansk) auf der russischen Halbinsel Kola. Analysiert und beschrieben wurden die Minerale von N. V. Chukanov, I. V. Pekov, A. E. Zadov, V. V. Korovushkin, I. A. Ekimenkova, R. K. Rastsvetaeva, die ihre Ergebnisse zusammen mit dem gewählten Namen zur Prüfung des Mineralstatus bei der International Mineralogical Association (IMA) einreichten. Der Antrag für den Ikranit erhielt die Eingangs-Nr. IMA 2000-010 und noch im selben Jahr wurde das Mineral als eigenständig anerkannt. Für den Raslakit (IMA 2002-067) folgten Antrag und Anerkennung zwei Jahre später. Veröffentlicht wurde die Entdeckung der neuen Minerale im Jahre 2003 im Zapiski Vserossijskogo mineralogičeskogo obŝestva.

## Klassifikation
Da der Ikranit erst im Jahr 2000 als eigenständige Mineralart anerkannt wurde, ist er in der veralteten 8. Auflage der Mineralsystematik nach Strunz noch nicht verzeichnet.
Im zuletzt 2018 überarbeiteten und aktualisierten Lapis-Mineralienverzeichnis nach Stefan Weiß, das sich aus Rücksicht auf private Sammler und institutionelle Sammlungen noch nach dieser alten Form der Systematik von Karl Hugo Strunz richtet, erhielt das Mineral die System- und Mineral-Nr. VIII/E.25-014. In der „Lapis-Systematik“ entspricht dies der Klasse der „Silikate und Germanate“ und dort der Abteilung „Ringsilikate“, wo Ikranit zusammen mit/als einziges Mitglied die „Neunerringe + Dreierringe – Eudialytgruppe“ mit der System-Nr. VIII/E.25 bildet.
Die von der International Mineralogical Association (IMA) zuletzt 2009 aktualisierte 9. Auflage der Strunz’schen Mineralsystematik ordnet den Ikranit in die Klasse der „Silikate und Germanate“ und dort in die Abteilung der „Ringsilikate (Cyclosilikate)“ ein. Diese ist weiter unterteilt nach der Art der Ringstruktur, so dass das Mineral entsprechend seinem Aufbau in der Unterabteilung „[Si9O27]18−–Neuner-Ringe“ zu finden ist, wo es zusammen mit Alluaivit, Andrianovit, Aqualith, Carbokentbrooksit, Dualith, Eudialyt, Feklichevit, Ferrokentbrooksit, Georgbarsanovit, Golyshevit, Johnsenit-(Ce), Kentbrooksit, Khomyakovit, Labyrinthit, Manganokhomyakovit, Mogovidit, Oneillit, Raslakit, Rastsvetaevit, Taseqit und Zirsilit-(Ce) die „Eudialytgruppe“ mit der System-Nr. 9.CO.10 bildet.
Auch die vorwiegend im englischen Sprachraum gebräuchliche Systematik der Minerale nach Dana ordnet den Ikranit in die Klasse der „Silikate und Germanate“, dort allerdings in die bereits feiner unterteilte Abteilung der „Ringsilikate: Ringe mit anderen Anionen und insularen Silikatgruppen“ ein. Hier ist er ebenfalls Mitglied der „Eudialytgruppe“ mit der System-Nr. 64.01.01 und den weiteren Mitgliedern Eudialyt, Alluaivit, Kentbrooksit, Khomyakovit, Manganokhomyakovit, Oneillit, Ferrokentbrooksit, Feklichevit, Rastsvetaevit, Taseqit, Carbokentbrooksit, Zirsilit-(Ce), Labyrinthit, Aqualith, Raslakit, Georgbarsanovit, Johnsenit-(Ce), Golyshevit, Mogovidit, Dualith und Voronkovit innerhalb der Unterabteilung „Ringsilikate: Ringe mit anderen Anionen und insularen Silikatgruppen mit gemischten Ringtypen“ zu finden.

## Kristallstruktur
Ikranit kristallisiert trigonal in der Raumgruppe R3m (Raumgruppen-Nr. 160) mit den Gitterparametern a = a = 14,167 Å und c = 30,081 Å sowie 3 Formeleinheiten pro Elementarzelle.

## Eigenschaften
Das Mineral ist durch geringe Beimengungen von radioaktiven Isotopen verschiedener Metalle der Seltenen Erden (REE) und Zirkon als geringfügig radioaktiv eingestuft und weist eine spezifische Aktivität von etwa 46 Bq/g auf (zum Vergleich: natürliches Kalium 31,2 Bq/g).

## Bildung und Fundorte
Ikranit wurde in zwei peralkalinen Pegmatiten gefunden (Magmatit mit einem Überschuss an Alkalien gegenüber Aluminium) und trat dort in Paragenese mit Aegirin, Arfvedsonit, Lamprophyllit, Lorenzenit, Mikroklin, Murmanit und Nephelin auf.
Außer an seiner Typlokalität Karnassurt konnte das Mineral bisher (Stand: 2014) nur noch am ebenfalls auf der russischen Halbinsel Kola gelegenen Partomchorr in den Chibinen nachgewiesen werden.